# Olivia de Havilland
Pour les articles homonymes, voir De Havilland.
Olivia de Havilland, née le 1er juillet 1916 à Tokyo (Japon) et morte le 26 juillet 2020 dans le 16e arrondissement de Paris (France), est une actrice britannique de naissance, naturalisée américaine puis française,,. Sœur de l'actrice Joan Fontaine, et ayant joué dans 49 films, elle a été considérée après la mort de l'acteur Kirk Douglas en février 2020, comme la dernière « légende vivante » de l'âge d'or de Hollywood, et un témoin de cette époque, à l'image de Norman Lloyd ou Marsha Hunt.
Elle se fait connaître pour le couple qu'elle forme à l'écran avec Errol Flynn dans des films d'aventure tels que Capitaine Blood (1935) et Les Aventures de Robin des Bois (1938). L'un de ses rôles les plus connus est celui de Melanie Hamilton dans Autant en emporte le vent (1939), pour lequel elle reçoit la première de ses cinq nominations aux Oscars, et la seule pour celui de meilleure actrice dans un second rôle. Elle quitte ensuite les rôles d'ingénues dans les années 1940 et se distingue par ses apparitions dans Par la porte d'or (1941), À chacun son destin (1946), La Fosse aux serpents (1948), et L'Héritière (1949), recevant des nominations à l'Oscar de la meilleure actrice pour chacun et gagnant pour À chacun son destin et L'Héritière. Elle vit à Paris à partir des années 1950 et reçoit des distinctions telles que la médaille nationale des arts, la Légion d'honneur, et le rang de dame-commandeur de l'ordre de l'Empire britannique à l'âge de 101 ans.
En plus de sa carrière cinématographique, elle poursuit son travail au théâtre, apparaissant trois fois à Broadway, dans Roméo et Juliette (1951), Candida (en) (1952) et A Gift of Time (1962). Elle travaille également à la télévision, apparaissant dans les miniséries à succès Racines 2 (1979) et Anastasia (1986), pour lesquelles elle reçoit une nomination aux Primetime Emmy Award et remporte le Golden Globe de la meilleure actrice dans un second rôle dans une série, une mini-série ou un téléfilm. Au cours de sa carrière cinématographique, elle a également remporté deux New York Film Critics Circle Awards, le National Board of Review Award de la meilleure actrice, et la Coupe Volpi de la meilleure interprétation féminine de la Mostra de Venise. Pour sa contribution à l'industrie cinématographique, elle a reçu une étoile sur le Hollywood Walk of Fame. Elle et sa sœur restent les seules frères et sœurs à avoir remporté de grands Oscars d'actrice.

## Biographie

### Jeunesse et famille

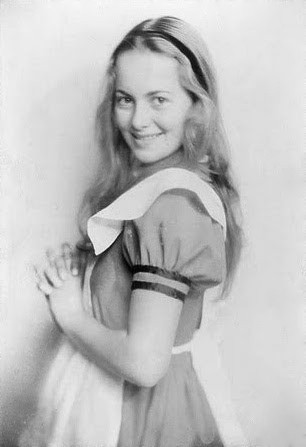
Olivia de Havilland en 1933, alors âgée de 17 ans.

Olivia Mary de Havilland naît à Tokyo au Japon. Elle est la fille de l'avocat spécialisé dans les brevets Walter de Havilland (1872-1968) et de Lilian Augusta Ruse, ex-actrice britannique qui sera connue sous son nom de scène Lillian Fontaine (1886-1975). Sa sœur cadette est l'actrice Joan Fontaine (1917-2013). Les deux sœurs sont devenues automatiquement citoyennes du Royaume-Uni en vertu du droit du sang.
Un de ses ancêtres, nommé de Haville, était normand et compagnon de Guillaume le Conquérant, avec lequel il participa à la conquête de l'Angleterre en 1066.
Ses parents divorcent quand elle a deux ans ; sa mère quitte alors Tokyo en 1918 avec ses deux filles et va s'installer à Saratoga en Californie, où elle se remarie avec George Fontaine, le propriétaire d'une chaîne de magasins. La jeune Olivia poursuit ses études au lycée de Los Gatos puis au couvent Notre-Dame à Belmont.
En 1933, alors adolescente, elle fait ses débuts au théâtre amateur dans une pièce intitulée Alice in Wonderland, une production de la Saratoga Community Players basée sur le roman de Lewis Carroll.

### Carrière
La carrière cinématographique d'Olivia de Havilland débute avec Alibi Ike de Ray Enright en 1935. Elle apparaît sur scène la même année à l'Hollywood Bowl dans le rôle de Hermia du Songe d'une nuit d'été, adaptée au cinéma avec la même distribution.

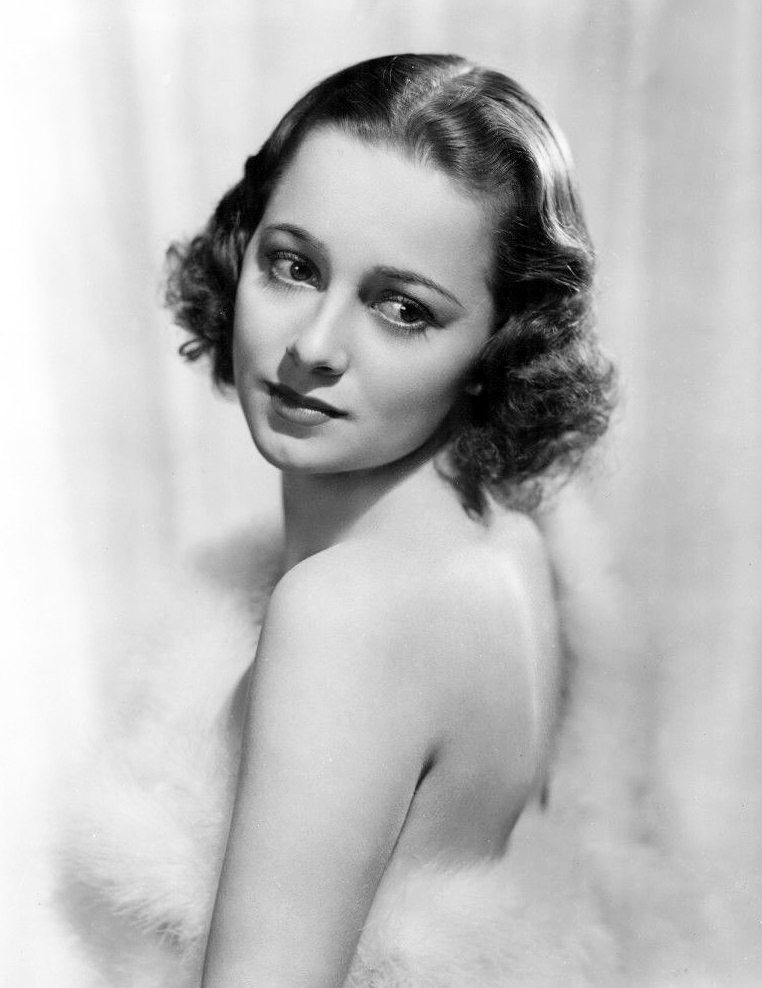
Olivia de Havilland en 1938.

Elle partage par la suite l'affiche avec Errol Flynn dans de nombreux films populaires tels que Capitaine Blood et La Charge de la brigade légère en 1936, et Les Aventures de Robin des Bois en 1938.

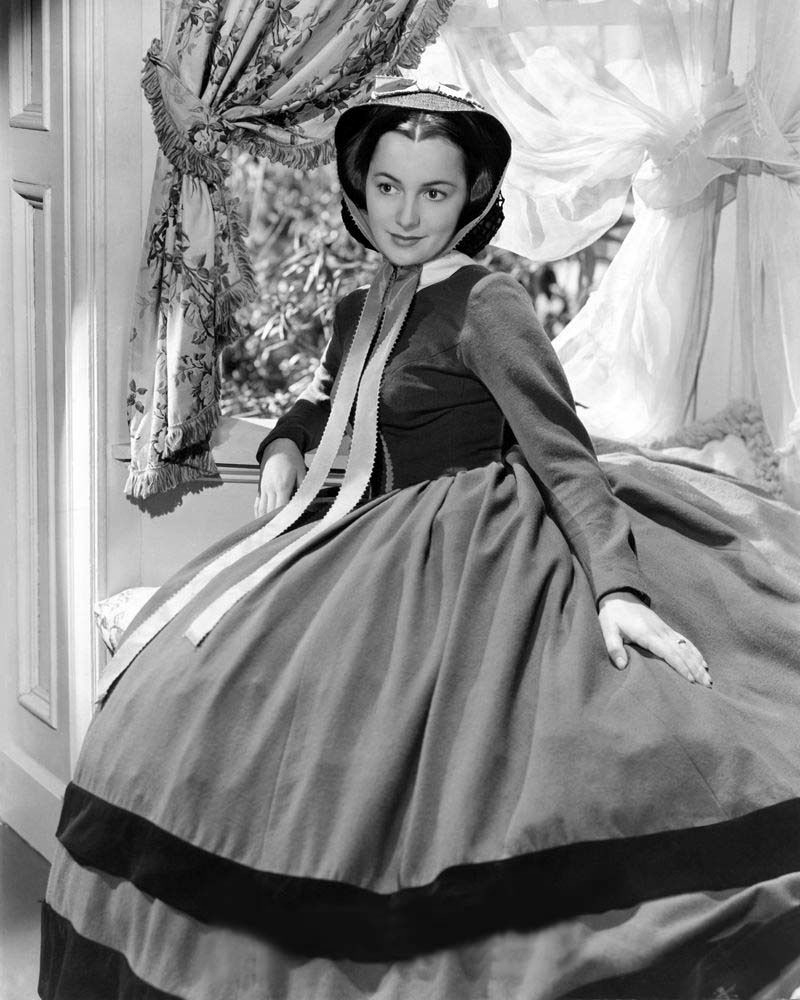
Dans Autant en emporte le vent (1939).

Elle prête ses traits à Melanie Wilkes dans Autant en emporte le vent en 1939, ce qui lui vaut une nomination pour l'Oscar de la meilleure actrice dans un second rôle (que Hattie McDaniel, qui joue Mama dans le même film, remportera).
En 1941, elle est naturalisée américaine. Elle et sa sœur sont nommées à l'Oscar de la meilleure actrice en 1942. C'est Joan qui l'emporte pour son rôle dans Soupçons d'Alfred Hitchcock face à Olivia dans Par la porte d'or. Le biographe Charles Higham décrivant les événements de cette cérémonie, déclara que Fontaine, s'avançant pour recevoir sa récompense, a rejeté les tentatives de félicitations que voulait lui adresser Olivia, et que celle-ci fut blessée et embarrassée par un tel comportement. Il expliqua que les sœurs avaient une relation compliquée et, que bien que toutes deux aient refusé de commenter l'incident, déclara que cet épisode était le catalyseur de ce qui se veut être deux vies remplies de querelles.
Pendant la même époque, l'actrice, de plus en plus frustrée par les rôles qui lui sont attribués, estime être capable de jouer d'autres rôles que les sages demoiselles en détresse stéréotypées et commence à refuser les scénarios proposés pour ce type de personnages. À cause de la loi permettant aux studios de suspendre les contrats des acteurs en cas de rejet d'un rôle, la période de suspension fut ajoutée à la durée du contrat. En théorie, ceci permettait à un studio de maintenir indéfiniment son contrôle sur un contractuel. Rares furent ceux qui essayèrent de modifier le système ; Bette Davis, avec qui elle était amie, intenta un infructueux procès à la Warner Bros. durant les années 1930. N'acceptant plus cette situation, Olivia de Havilland leur en intenta un dans les années 1940 et celui-ci porta ses fruits ; de ce fait, le pouvoir des studios fut réduit et étendit la liberté des acteurs. Cette décision fut l'un des actes légaux les plus importants et de plus grande envergure jusqu'alors à Hollywood. Le courage d'Olivia en intentant ce procès lui valut le respect et l'admiration de ses collègues.
La qualité et la variété de ses rôles commencent à s'améliorer. Après trois années d'absence, elle fait son retour dans À chacun son destin (1946). Dans le rôle d'une mère qui, pendant la Seconde Guerre mondiale, tente de retrouver son fils, elle obtient l'Oscar de la meilleure actrice. Les critiques sont élogieuses envers ses nouveaux rôles. James Agee, dans sa critique de La Double Énigme, note qu'elle est « l'une des plus jolies femmes dans les films. Elle ne possède pas un talent remarquable mais son jeu est sérieux, calme, minutieux et bien soutenu... un vrai plaisir à contempler. »
Les critiques sont unanimes quant à sa prestation dans La Fosse aux serpents (1948). Ce film est l'un des premiers à tenter de réaliser un portrait réaliste de la maladie mentale et Olivia de Havilland est louée pour sa volonté de jouer un personnage totalement dénué de glamour et de se confronter à tant de sujets controversés. Elle remporte un deuxième Oscar pour L'Héritière en 1950. Son interprétation d'une jeune fille riche qui prend conscience que seul son argent intéresse ses soupirants est, selon les critiques, « remarquable » et « à glacer le sang. »

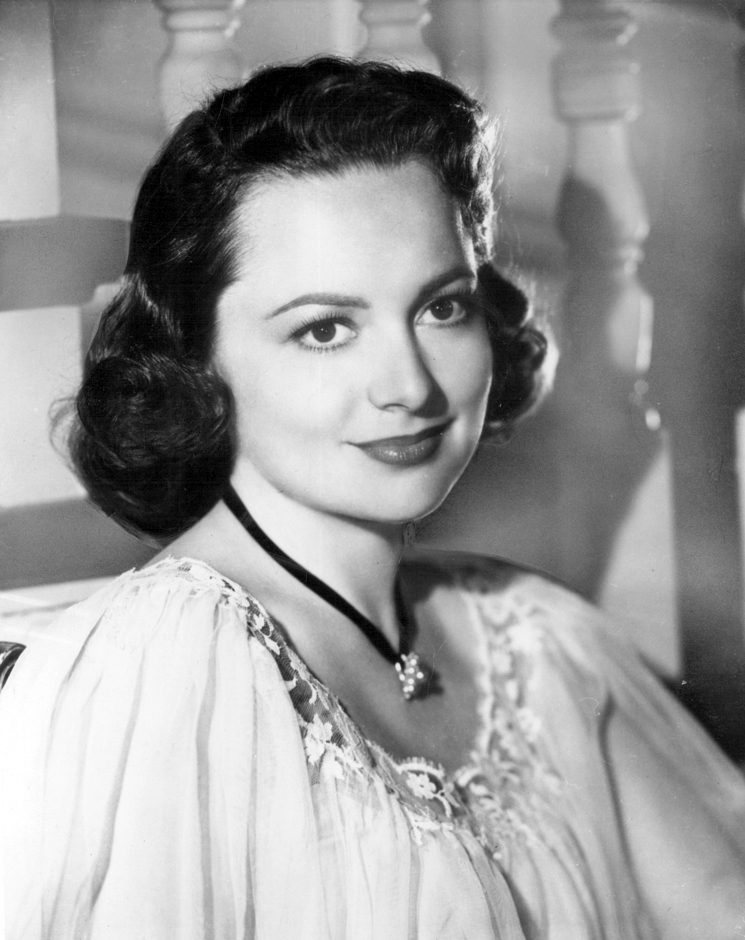
Olivia de Havilland en 1952.

Elle tourne de moins en moins de films à partir des années 1950. Elle refuse le rôle de Blanche Dubois dans Un tramway nommé Désir parce que « je venais de donner naissance à mon fils et je ne pouvais plus le faire » et non parce qu'elle aurait trouvé le script immoral comme cela fut rapporté. Le rôle est finalement attribué à sa partenaire d'Autant en emporte le vent, Vivien Leigh, pour lequel celle-ci remporte un Oscar.
Elle est nommée pour un Golden Globe pour sa performance dans Ma cousine Rachel (1952) aux côtés de Richard Burton. Elle est ensuite dirigée par Terence Young dans La Princesse d'Eboli (1955) et Stanley Kramer dans Pour que vivent les hommes (également en 1955) où elle donne la réplique à Robert Mitchum et Frank Sinatra.
En 1953, elle a un coup de foudre pour Paris qu'elle découvre pour la première fois et décide d'y vivre, déclarant que « la France est le seul pays où je me sente vraiment chez moi ». En 1964, elle joue, dans le thriller Une femme dans une cage, une femme handicapée persécutée par un groupe de jeunes. La même année, elle donne la réplique à Bette Davis qui la choisit pour succéder à Joan Crawford dans Chut... chut, chère Charlotte. En 1965, elle devient la première femme à être présidente du jury au Festival de Cannes.
Elle mettra un arrêt à sa carrière de comédienne en 1988, à l'âge de 72 ans, participant au téléfilm de Charles Jarrott, Les Windsor : La Force d'un amour. Au cinéma, elle avait arrêté de participer à des films depuis 1979.  

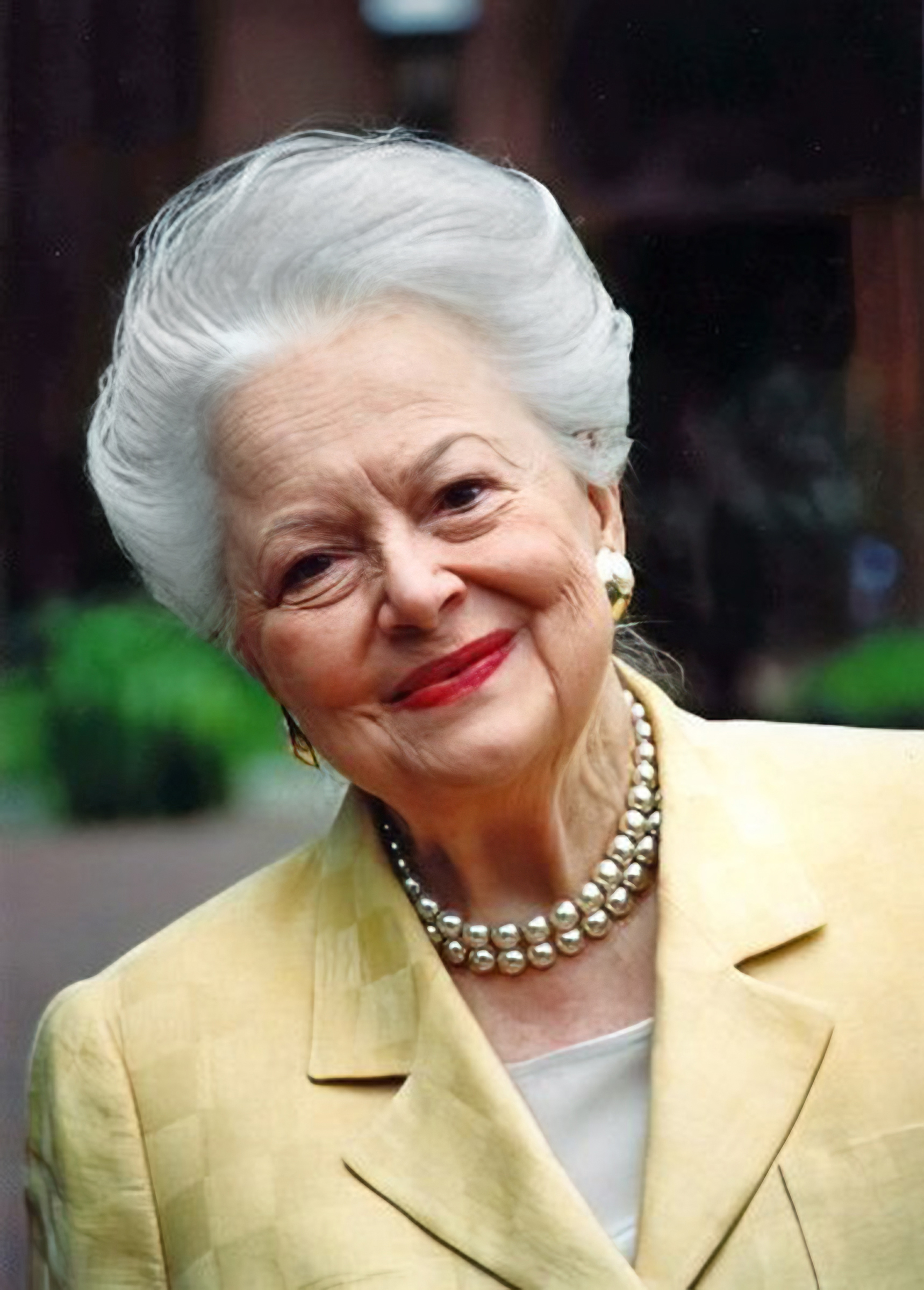
Olivia de Havilland en 2001.

Restant à l'écart du monde du cinéma,, elle déclare travailler sur une autobiographie.
En 2003, elle préside la 75e cérémonie des Oscars. En 2005, pour le 65e anniversaire de la sortie de Autant en emporte le vent, Turner Classic Movies diffuse un documentaire rétrospectif, Melanie Remembers, dans lequel Olivia de Havilland est interviewée. À 88 ans, elle se remémore tous les détails de son casting (elle était en contrat avec la Warner qui refusait d'abord de la prêter à Selznick) et du tournage.
Lors de la cérémonie des César 2011 au théâtre du Châtelet à laquelle elle assiste, la profession lui rend hommage par une ovation debout.

### Vie privée
Olivia de Havilland épouse en 1946 le romancier américain Marcus Goodrich (en) et donne naissance à un fils, Benjamin (1949-1991), qui deviendra mathématicien. Elle divorce en 1954, puis épouse en secondes noces en 1955, à Yvoy-le-Marron en Sologne, le journaliste français Pierre Galante, dont elle divorce en 1979. De cette union naîtra Gisèle en 1956, qui se consacre au journalisme.
Elle a longuement habité au 3, rue Bénouville, dans le 16e arrondissement de Paris. Pour ses dernières années, elle s'est installée dans une suite du palace parisien Saint-James.
Olivia de Havilland était, au moment de sa mort, la seconde actrice la plus âgée au monde juste après celle qui l'a doublée en français dans beaucoup de ses films, Renée Simonot (1911-2021), la mère de l'actrice Catherine Deneuve.

#### Rivalité familiale

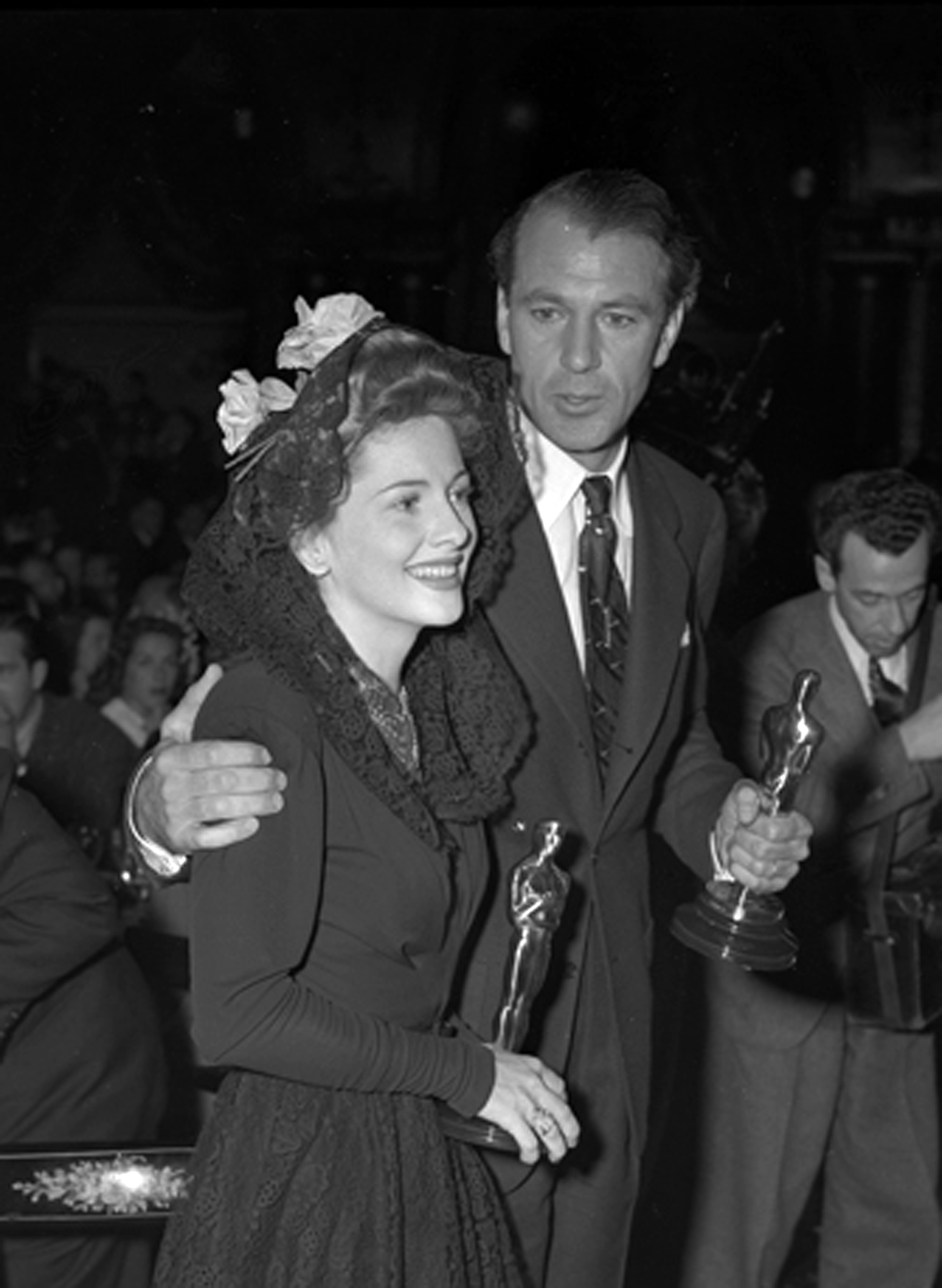
L’actrice Joan Fontaine en compagnie de Gary Cooper, recevant tous deux un Oscar en 1942.

Le biographe Charles Higham rapporte que les deux sœurs ont entretenu une relation difficile dès la prime enfance, Olivia de Havilland déchirant les vêtements de sa cadette, Joan Fontaine. Il semble en réalité que la querelle entre les sœurs ait eu comme origine le fait que Joan considérait que leur mère avait toujours préféré Olivia.
En 1942, elles sont toutes deux nommées pour l'Oscar de la meilleure actrice. Joan Fontaine le remporte finalement pour son rôle dans Soupçons, Olivia de Havilland étant nommée pour Par la porte d'or. D'après Charles Higham, Joan Fontaine « se sentit coupable d'avoir gagné étant donné son manque d'ambition de carrière… » Toujours est-il que lors de cette soirée, Joan Fontaine refusa les félicitations de sa sœur au moment où elle se leva pour monter sur scène recevoir son prix. Plusieurs années plus tard, Olivia de Havilland devait se souvenir du comportement de sa sœur et lui rendit la pareille, en refusant de la saluer lors d'une soirée ; il faut préciser que Joan Fontaine venait de tenir des propos peu amènes sur son beau-frère.
Les relations entre les deux sœurs continuèrent à se détériorer après l'incident des Oscars en 1942. D'après Charles Higham, c'est le premier accroc de ce qui deviendra une brouille à vie, les deux sœurs ne se parlant plus à partir de 1975. Joan Fontaine dira même : « Je me suis mariée la première, j'ai gagné l'Oscar avant Olivia et, si je meurs la première, elle sera sans doute folle de rage parce que je l'aurai encore battue. »
Selon Joan Fontaine, Olivia de Havilland ne l'invita pas au service mémorial de leur mère récemment décédée. Olivia démentit, déclarant l'avoir invitée, mais ayant essuyé un refus de Joan, trop prise pour assister à la cérémonie. Charles Higham prétend que Joan eut aussi des relations difficiles avec ses propres filles, probablement après avoir découvert qu'elles entretenaient une relation secrète avec leur tante Olivia. Dans une émission télévisée sur la chaîne canadienne CBC, Joan Fontaine s'est exprimée sur sa brouille avec sa sœur.

### Mort
Olivia de Havilland meurt le 26 juillet 2020, à l'âge de 104 ans, à son domicile parisien. Son agent, Lisa Goldberg, annonce à la presse qu'elle « est décédée paisiblement de causes naturelles »,.
Ses obsèques ont lieu le 1er août 2020 à la cathédrale américaine de Paris. Sa dépouille est incinérée au crématorium du cimetière du Père-Lachaise ; l'urne est ultérieurement transférée dans la sépulture familiale sur l'île britannique de Guernesey[réf. nécessaire].

## Filmographie

### Cinéma

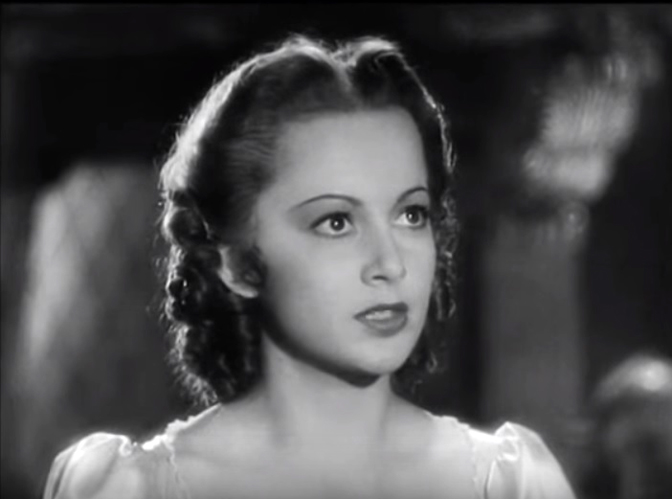
Olivia de Havilland dans Capitaine Blood (1935).

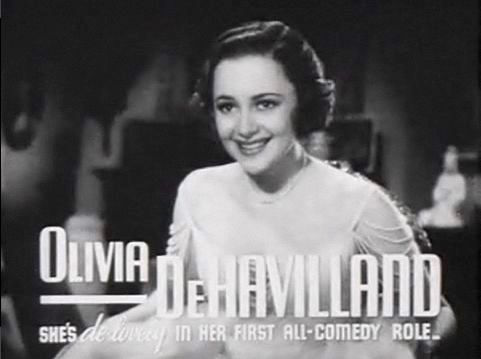
Dans Une journée de printemps (1937).

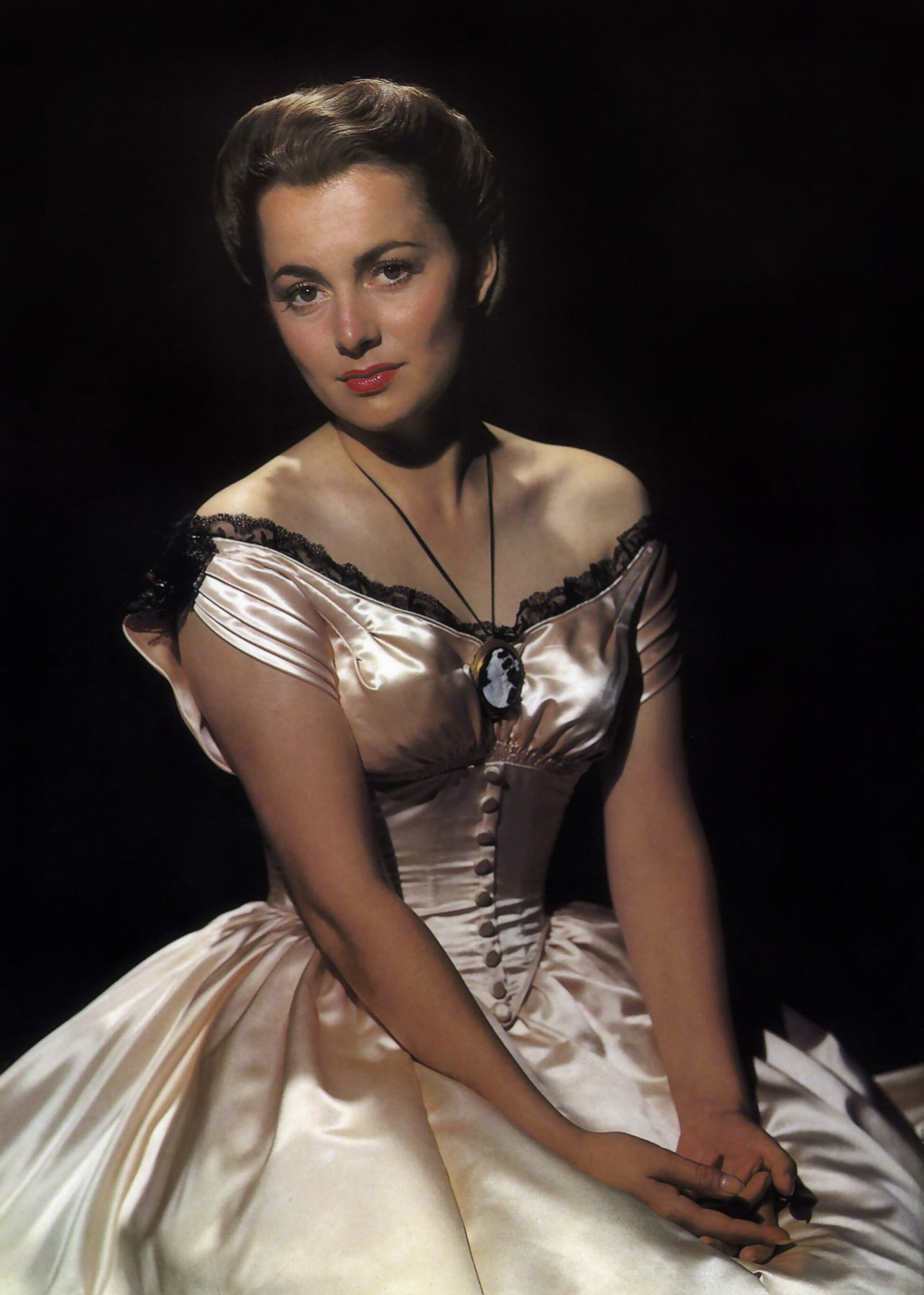
Photographie publicitaire pour La Piste de Santa Fe (1940).

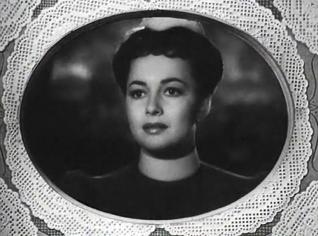
Dans La Blonde framboise (1941).

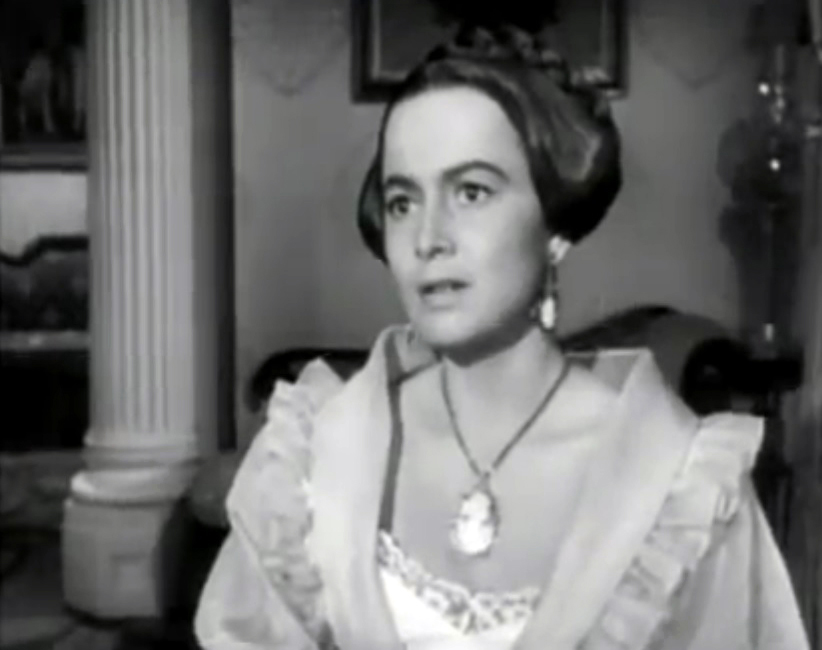
Dans L'Héritière (1949).

- 1935 : Alibi Ike de Ray Enright : Dolly Stevens
- 1935 : Tête chaude (The Irish in Us) de Lloyd Bacon : Lucille Jackson
- 1935 : Le Songe d'une nuit d'été (A Midsummer Night's Dream) de William Dieterle et Max Reinhardt : Hermia
- 1935 : Capitaine Blood (Captain Blood) de Michael Curtiz : Arabella Bishop
- 1935 : A Dream Comes True (court-métrage) de George Bilson : elle-même
- 1936 : Anthony Adverse de Mervyn LeRoy : Angela Giuseppe
- 1936 : La Charge de la brigade légère (The Charge of the Light Brigade) de Michael Curtiz : Elsa Campbell
- 1936 : The Making of a Great Motion Picture (court-métrage) : elle-même
- 1937 : Une journée de printemps (Call It a Day) d'Archie Mayo : Catherine « Cath » Hilton
- 1937 : L'Aventure de minuit (It's Love I'm After) d'Archie Mayo : Marcia West
- 1937 : Le Grand Garrick (The Great Garrick) de James Whale : Germaine de la Corbe
- 1938 : La Bataille de l'or (Gold is Where You Find It) de Michael Curtiz : Serena « Sprat » Ferris
- 1938 : Les Aventures de Robin des Bois (The Adventures of Robin Hood) de Michael Curtiz : dame Marianne
- 1938 : Quatre au paradis (Four's a Crowd) de Michael Curtiz : Lorri Dillingwell
- 1938 : Une enfant terrible (Hard to Get) de Ray Enright : Margaret « Maggie » Richards
- 1939 : A Day at Santa Anita (court-métrage) de Crane Wilbur : elle-même
- 1939 : Les Ailes de la flotte (Wings of the Navy) de Lloyd Bacon : Irene Dale
- 1939 : Les Conquérants (Dodge City) de Michael Curtiz : Abbie Irving
- 1939 : La Vie privée d'Élisabeth d'Angleterre (The Private Lives of Elizabeth and Essex) de Michael Curtiz : lady Penelope Gray
- 1939 : Autant en emporte le vent (Gone with the Wind) de Victor Fleming : Melanie Hamilton
- 1939 : Raffles, gentleman cambrioleur de Sam Wood : Gwen
- 1940 : My Love Came Back de Curtis Bernhardt : Amelia Cornell
- 1940 : La Piste de Santa Fe (Santa Fe Trail) de Michael Curtiz : Kit Carson Holliday
- 1941 : La Blonde framboise (The Strawberry Blonde) de Raoul Walsh : Amy Lind Grimes
- 1941 : Par la porte d'or (Hold Back the Dawn) de Mitchell Leisen : Emily Agnes « Emmy » Brown
- 1941 : La Charge fantastique (They Died with Their Boots On)  de Raoul Walsh : Elizabeth Bacon
- 1942 : Si Adam avait su... (The Male Animal) d'Elliott Nugent : Ellen Turner
- 1942 : L'amour n'est pas en jeu (In This Our Life) de John Huston : Roy Timberlake Kingsmill
- 1943 : Show Business at War (court-métrage) de Louis De Rochemont : elle-même
- 1943 : La Petite Exilée (Princess O'Rourke) de Norman Krasna : Princesse Maria
- 1943 : Remerciez votre bonne étoile (Thank Your Lucky Star) de David Butler : elle-même
- 1943 : L'Exubérante Smoky (Government Girl) de Dudley Nichols : Elizabeth « Smokey » Allard
- 1946 : À chacun son destin (To Each His Own) de Mitchell Leisen : miss Josephine Norris
- 1946 : La Vie passionnée des sœurs Brontë (Devotion) de Curtis Bernhardt : Charlotte Brontë
- 1946 : Champagne pour deux (The Well Groomed Bride) de Sidney Lanfield : Margie Dawson
- 1946 : La Double Énigme (The Dark Mirror) de Robert Siodmak : Terry/Ruth Collins
- 1948 : La Fosse aux serpents (The Snake Pit) d'Anatole Litvak : Virginia Stuart Cunningham
- 1949 : L'Héritière (The Heiress) de William Wyler : Catherine Sloper
- 1952 : Ma cousine Rachel (My Cousin Rachel) d'Henry Koster : Rachel
- 1955 : La Princesse d'Eboli (That Lady) de Terence Young : Ana de Mendoza
- 1955 : Pour que vivent les hommes (Not as a Stranger) de Stanley Kramer : Kristina Hedvigson
- 1956 : La Fille de l'ambassadeur (The Ambassador's Daughter) de Norman Krasna : Joan Fisk
- 1958 : Le Fier Rebelle (The Proud Rebel) de Michael Curtiz : Linnett Moore
- 1959 : La nuit est mon ennemie (Libel) d'Anthony Asquith : lady Margaret Loddon
- 1962 : Lumière sur la piazza (Light in the Pizza) de Guy Green : Meg Johnson
- 1964 : Une femme dans une cage (Lady in a Cage) de Walter Grauman : Cornelia Hilyard
- 1964 : Chut... chut, chère Charlotte (Hush...Hush, Sweet Charlotte) de Robert Aldrich : Miriam Deering
- 1970 : Les Derniers Aventuriers (The Adventurers) de Lewis Gilbert : Deborah Hadley
- 1972 : Jeanne, papesse du diable (Pope Joan) de Michael Anderson : la mère supérieure
- 1977 : Les Naufragés du 747 (Airport '77) de Jerry Jameson : Emily Livingston
- 1978 : L'Inévitable Catastrophe (The Swarm) d'Irwin Allen : Maureen Schuster
- 1979 : Le Cinquième Mousquetaire (The Fifth Musketeer) de Ken Annakin : la reine mère
- 2009 : I Remember Better When I Paint (documentaire) d'Eric Ellena et Berna Huebner : la narratrice

### Télévision
- 1965 : La Grande Vallée (série) : madame Hadley
- 1966 : ABC Stage 67 (en) (série) : Ellie Thompson
- 1968 : The Danny Thomas Hour (en) (série) : Deborah Rubin
- 1972 : L'Enterrée vive de Jack Smight (téléfilm) : Laura Wynant
- 1979 : Racines: les Nouvelles générations (série) : madame Warner
- 1979 : Le Cinquième Mousquetaire (téléfilm) de Ken Annakin : la reine mère Anne d'Autriche
- 1981 : La croisière s'amuse (série) : la tante Hilly
- 1982 : Un meurtre est-il facile ? (téléfilm) : Honoria Waynflete
- 1982 : The Royal Romance of Charles and Diana (en) (téléfilm) : la reine mère Elizabeth
- 1986 : Nord et Sud 2 (feuilleton TV) : madame Neal
- 1986 : Anastasia (téléfilm) : l'impératrice douairière Maria Fedorovna
- 1988 : Les Windsor, la force d'un amour (téléfilm) : la tante Bessie Merryman

## Distinctions

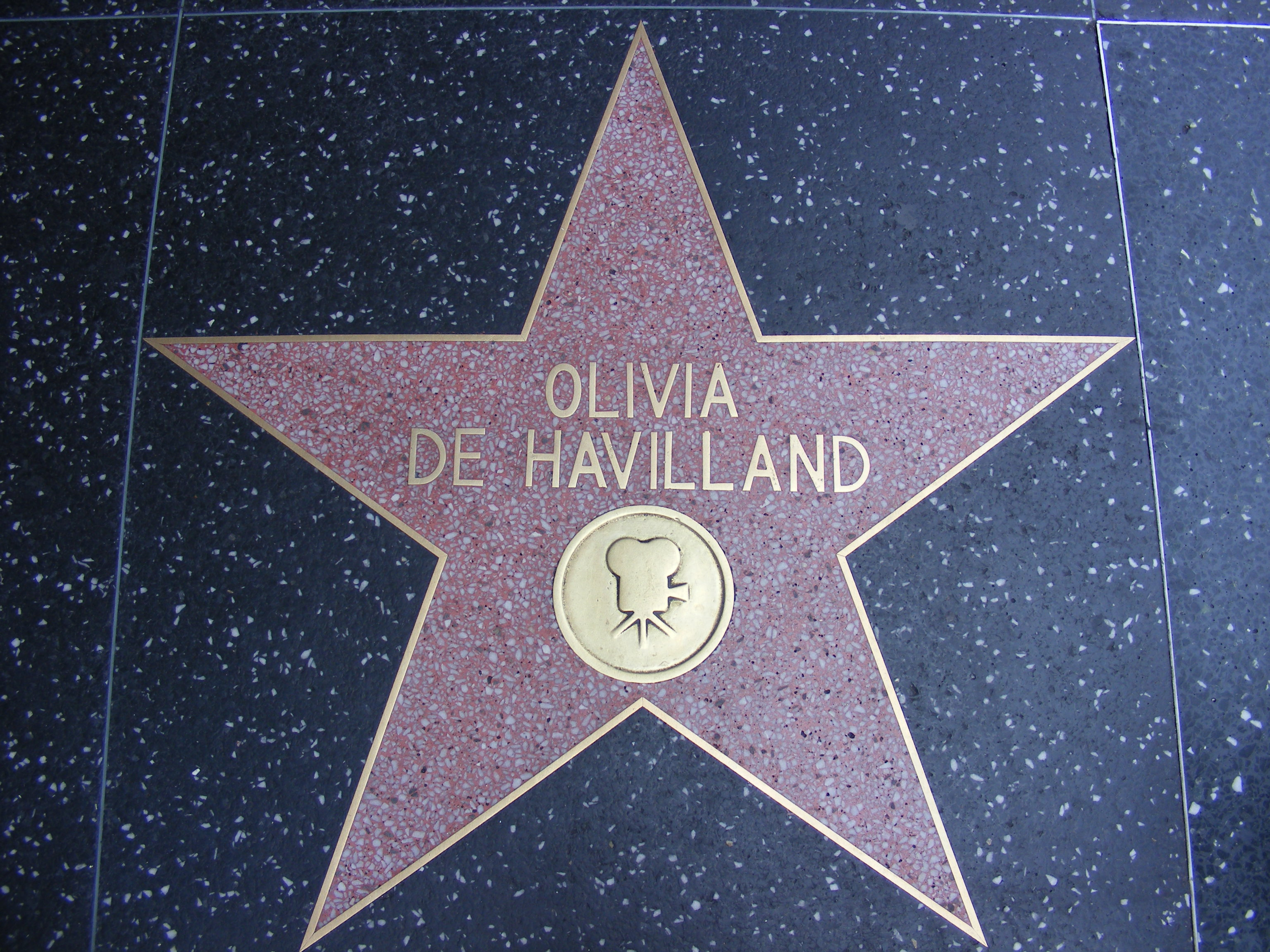
L'étoile d'Olivia de Havilland sur le Hollywood Walk of Fame.

### Récompenses
- Oscars 1947 : Oscar de la meilleure actrice pour À chacun son destin.
- Mostra de Venise 1949 : Coupe Volpi de la meilleure interprétation féminine pour La Fosse aux serpents.
- Golden Globes 1950 : Golden Globe de la meilleure actrice dans un film dramatique pour L'Héritière.
- Oscars 1950 : Oscar de la meilleure actrice pour L'Héritière.

### Nominations
- Oscars 1940 : nomination à l'Oscar de la meilleure actrice dans un second rôle pour Autant en emporte le vent.
- Oscars 1942 : nomination à l'Oscar de la meilleure actrice pour Par la porte d'or.
- Oscars 1949 : nomination à l'Oscar de la meilleure actrice pour La Fosse aux serpents.

### Décorations
- Chevalier de la Légion d'honneur (9 septembre 2010)[29].
- Dame commandeur de l'ordre de l'Empire britannique (2017).

### Hommages
- 1960 : Étoile sur le Hollywood Walk of Fame, au 6762 Hollywood Avenue[30].
- Un prix d'interprétation a été nommé en son honneur par la Los Gatos High School (en) (Californie), qu'elle a fréquentée dans son enfance[réf. souhaitée].
- En 2021, le documentaire Olivia de Havilland, L'insoumise, réalisé par Daphné Baiwir, est présenté au Festival de Cannes dans la section « Cannes Classics », qui rend hommage aux grandes figures du cinéma[31].